# Head of Work
Head of Work är en udde i Storbritannien.   Den ligger i kommunen Orkneyöarna och riksdelen Skottland, i den norra delen av landet, 800 km norr om huvudstaden London.
Terrängen inåt land är platt. Havet är nära Head of Work åt nordost. Runt Head of Work är det glesbefolkat, med 15 invånare per kvadratkilometer. Närmaste större samhälle är Kirkwall, 3,8 km sydväst om Head of Work. 